# 1262.
◄ | 12. stoljeće | 13. stoljeće | 14. stoljeće | ►
◄ | 1230-ih | 1240-ih | 1250-ih | 1260-ih | 1270-ih | 1280-ih | 1290-ih | ►
◄◄ | ◄ | 1259. | 1260. | 1261. | 1262. | 1263. | 1264. | 1265. | ► | ►►
Arhitektura • Astronomija • Glazba • Knjige • Književnost • Kršćanstvo • Medicina • Pravo • Promet • Znanost

## Događaji
- Island dolazi pod vrhovništvo norveških vladara (Haakon IV.).

## Vanjske poveznice
|  | Zajednički poslužitelj ima još gradiva o temi 1262. |